# Zuid-Afrika op het wereldkampioenschap voetbal 2010
Zuid-Afrika was een van de deelnemende landen aan het wereldkampioenschap voetbal 2010 dat in eigen land werd gespeeld. Het land nam voor de derde keer in de geschiedenis deel. De laatste deelname was in 2002.

## Kwalificatie
Als organiserend land was Zuid-Afrika direct geplaatst voor de eindronde en hoefde het geen kwalificatiewedstrijden te spelen.

## Oefeninterlands
In 2010 speelde Zuid-Afrika in totaal elf oefeninterlands in de aanloop naar het WK voetbal in eigen land.
|                                   | |       |                                    |  |
| 23 januari 2010 Vriendschappelijk | Zuid-Afrika | 6 – 2 | Swaziland                          |  |
| 23 januari 2010 Vriendschappelijk | Gert Schalkwyk 3' Gert Schalkwyk 24' Katlego Mphela 36' Franklyn Cale 58' Franklyn Cale 67' Thulani Serero 90' |       | 45' Dennis Masina 63' Siza Dlamini |  |

|                                   |             |       |          |  |
| 27 januari 2010 Vriendschappelijk | Zuid-Afrika | 3 – 0 | Zimbabwe |  |
| 27 januari 2010 Vriendschappelijk |             |       |          |  |

|                                |             |       |         |  |
| 3 maart 2010 Vriendschappelijk | Zuid-Afrika | 1 – 1 | Namibië |  |
| 3 maart 2010 Vriendschappelijk |             |       |         |  |

|                                |                          |       |                        | |
| 1 april 2010 Vriendschappelijk | Paraguay                 | 1 – 1 | Zuid-Afrika            | Estadio Defensores del Chaco, Asunción Toeschouwers: onbekend Scheidsrechter: Paulo Oliveira (BRA) |
| 1 april 2010 Vriendschappelijk | Marcelo Estigarribia 38' |       | 71' Siphiwe Tshabalala | Estadio Defensores del Chaco, Asunción Toeschouwers: onbekend Scheidsrechter: Paulo Oliveira (BRA) |

|                                 |             |       |             |  |
| 22 april 2010 Vriendschappelijk | Zuid-Afrika | 0 – 0 | Noord-Korea |  |
| 22 april 2010 Vriendschappelijk |             |       |             |  |

|                                 |             |       |         |  |
| 28 april 2010 Vriendschappelijk | Zuid-Afrika | 2 – 0 | Jamaica |  |
| 28 april 2010 Vriendschappelijk |             |       |         |  |

|                               |             |       |          |  |
| 16 mei 2010 Vriendschappelijk | Zuid-Afrika | 4 – 0 | Thailand |  |
| 16 mei 2010 Vriendschappelijk |             |       |          |  |

|                               |             |       |           |  |
| 24 mei 2010 Vriendschappelijk | Zuid-Afrika | 1 – 1 | Bulgarije |  |
| 24 mei 2010 Vriendschappelijk |             |       |           |  |

|                          |                                                 |       |                           | |
| 27 mei Vriendschappelijk | Zuid-Afrika                                     | 2 – 1 | Colombia                  | First National Bank Stadium, Johannesburg Toeschouwers: 76.000 Scheidsrechter: Langat Samwel Kipngetich (KEN) |
| 27 mei Vriendschappelijk | Teko Modise 16' (pen.) Katlego Mphela 58' (pen) |       | 19' (pen) Giovanni Moreno | First National Bank Stadium, Johannesburg Toeschouwers: 76.000 Scheidsrechter: Langat Samwel Kipngetich (KEN) |

|                               |             |       |           |  |
| 31 mei 2010 Vriendschappelijk | Zuid-Afrika | 5 – 0 | Guatemala |  |
| 31 mei 2010 Vriendschappelijk |             |       |           |  |

|                                         |                    |       |            | |
| 5 juni 2010 Vriendschappelijk 13:00 uur | Zuid-Afrika        | 1 – 0 | Denemarken | Lucas Masterpieces Moripe Stadium, Pretoria Toeschouwers: 28.000 Scheidsrechter: Charles Mbaga (TAN) |
| 5 juni 2010 Vriendschappelijk 13:00 uur | Katlego Mphela 76' |       |            | Lucas Masterpieces Moripe Stadium, Pretoria Toeschouwers: 28.000 Scheidsrechter: Charles Mbaga (TAN) |

## WK-selectie
| Keepers       |                         |                           |
| 22            | Shu-Aib Walters         | Maritzburg United         |
| 1             | Moeneeb Josephs         | Orlando Pirates FC        |
| 16            | Itumeleng Khune         | Kaizer Chiefs             |
| Verdedigers   |                         |                           |
| 2             | Siboniso Gaxa           | Lierse SK                 |
| 3             | Tsepo Masilela          | Maccabi Haifa             |
| 4             | Aaron Mokoena           | Portsmouth FC             |
| 21            | Siyabonga Sangweni      | Lamontville Golden Arrows |
| 15            | Lucas Thwala            | Orlando Pirates FC        |
| 14            | Matthew Booth           | Mamelodi Sundowns FC      |
| 20            | Bongani Khumalo         | Supersport United FC      |
| 5             | Anele Ngcongca          | KRC Genk                  |
| Middenvelders |                         |                           |
| 11            | Teko Modise             | Orlando Pirates FC        |
| 13            | Kagisho Dikgacoi        | Fulham FC                 |
| 12            | Reneilwe Letsholonyane  | Kaizer Chiefs             |
| 20            | Steven Pienaar          | Everton FC                |
| 6             | MacBeth Sibaya          | Roebin Kazan              |
| 8             | Siphiwe Tshabalala      | Kaizer Chiefs             |
| 7             | Lance Davids            | Ajax Cape Town            |
| 23            | Thanduyise Khuboni      | Lamontville Golden Arrows |
| 19            | Surprise Moriri         | Mamelodi Sundowns FC      |
| Aanvallers    |                         |                           |
| 17            | Bernard Parker          | FC Twente                 |
| 9             | Katlego Mphela          | Mamelodi Sundowns FC      |
| 18            | Siyabonga Nomvethe      | Moroka Swallows FC        |
| Bondscoach    |                         |                           |
|               | Carlos Alberto Parreira |                           |

## WK-wedstrijden
Op 4 december 2009 werd de loting verricht voor de poule-indeling van de nationale elftallen. Zuid-Afrika belandde in groep A samen met Mexico, Uruguay en Frankrijk.

### Groep A
|                        |                        |                  |                    |                                                                                |
| 11 juni 2010 16:00 uur | Zuid-Afrika            | 1 – 1            | Mexico             | Soccer City, Johannesburg Toeschouwers: 84.490 Scheidsrechter: Ravshan Irmatov |
| 11 juni 2010 16:00 uur | Siphiwe Tshabalala 55' | Wedstrijdverslag | 79' Rafael Márquez | Soccer City, Johannesburg Toeschouwers: 84.490 Scheidsrechter: Ravshan Irmatov |

|                        |             |                  |                                                               |                                                                                        |
| 16 juni 2010 20:30 uur | Zuid-Afrika | 0 – 3            | Uruguay                                                       | Loftus Versfeld Stadion, Pretoria Toeschouwers: 42.658 Scheidsrechter: Massimo Busacca |
| 16 juni 2010 20:30 uur |             | Wedstrijdverslag | 23' Diego Forlán 80' (pen.) Diego Forlán 90+5' Álvaro Pereira | Loftus Versfeld Stadion, Pretoria Toeschouwers: 42.658 Scheidsrechter: Massimo Busacca |

|                        |                     |                  |                                        |                                                                               |
| 22 juni 2010 16:00 uur | Frankrijk           | 1 – 2            | Zuid-Afrika                            | Vrystaatstadion, Bloemfontein Toeschouwers: 39.415 Scheidsrechter: Óscar Ruiz |
| 22 juni 2010 16:00 uur | Florent Malouda 70' | Wedstrijdverslag | 20' Bongani Khumalo 37' Katlego Mphela | Vrystaatstadion, Bloemfontein Toeschouwers: 39.415 Scheidsrechter: Óscar Ruiz |

### Eindstand
| Land        | Wed | Win | Gel | Ver | DV | DT | +/- | Pnt |
| ----------- | --- | --- | --- | --- | -- | -- | --- | --- |
| Uruguay     | 3   | 2   | 1   | 0   | 4  | 0  | 3   | 7   |
| Mexico      | 3   | 1   | 1   | 1   | 3  | 2  | 1   | 4   |
| Zuid-Afrika | 3   | 1   | 1   | 1   | 3  | 5  | –2  | 4   |
| Frankrijk   | 3   | 0   | 1   | 2   | 1  | 5  | -4  | 1   |

SAFA · A-internationals · Bondscoaches · Selecties · Statistieken · Zuid-Afrikaans vrouwenelftal · Olympisch elftal · Zuid-Afrika U21 · Zuid-Afrika U19 · Zuid-Afrika U17
1906 – 1919 ·
1920 – 1929 ·
1930 – 1939 ·
1940 – 1949 · 
1950 – 1959 · 
1960 – 1969 · 
1970 – 1979 · 
1980 – 1989 · 
1990 – 1999 · 
2000 – 2009 · 
2010 – 2019 ·
2020 − 2029
AC 1996 · 
AC 1998 · 
AC 2000 · 
AC 2002 · 
AC 2004 · 
AC 2006 · 
AC 2008 · 
AC 2013
WK 1998 · 
WK 2002 · 
WK 2010
OS 2000 ·
OS 2016 ·
OS 2020
1947 · 
1948–1949 · 
1950 · 
1951-1952 ·
1953 · 
1954 · 
1955 · 
1956–1991 · 
1992 · 
1993 · 
1994 · 
1995 · 
1996 · 
1997 · 
1998 · 
1999 · 
2000 · 
2001 · 
2002 · 
2003 · 
2004 · 
2005 · 
2006 · 
2007 · 
2008 · 
2009 · 
2010 · 
2011 · 
2012 · 
2013 · 
2014 · 
2015 · 
2016 ·
2017 ·
2018 ·
2019 ·
2020 ·
2021 ·
2022 ·
2023 ·
2024
Algerije ·
Andorra ·
Angola ·
Argentinië ·
Australië ·
Benin ·
Bolivia ·
Botswana ·
Brazilië ·
Bulgarije ·
Burkina Faso ·
Burundi ·
Canada ·
Centraal-Afrikaanse Republiek ·
Chili ·
Colombia ·
Comoren ·
Congo-Brazzaville ·
Congo-Kinshasa ·
Costa Rica ·
Denemarken ·
Duitsland ·
Ecuador ·
Egypte ·
Engeland ·
Equatoriaal-Guinea ·
Ethiopië ·
Frankrijk ·
Gabon ·
Gambia ·
Georgië ·
Ghana ·
Guatemala ·
Guinee ·
Guinee-Bissau ·
Honduras ·
Ierland ·
IJsland ·
Irak ·
Israël ·
Italië ·
Ivoorkust ·
Jamaica ·
Japan ·
Kaapverdië ·
Kameroen ·
Kenia ·
Lesotho ·
Liberia ·
Libië ·
Madagaskar ·
Malawi ·
Mali ·
Malta ·
Marokko ·
Mauritanië ·
Mauritius ·
Mexico ·
Mozambique ·
Namibië ·
Nederland ·
Nieuw-Zeeland ·
Niger ·
Nigeria ·
Noord-Korea ·
Noorwegen ·
Oeganda ·
Panama ·
Paraguay ·
Polen ·
Portugal ·
Rwanda ·
Saoedi-Arabië ·
Sao Tomé en Principe ·
Schotland ·
Senegal ·
Servië ·
Seychellen ·
Sierra Leone ·
Slovenië ·
Soedan ·
Spanje ·
Swaziland ·
Tanzania ·
Thailand ·
Trinidad en Tobago ·
Tsjaad ·
Tsjechië ·
Tunesië ·
Turkije ·
Uruguay ·
Verenigde Arabische Emiraten ·
Verenigde Staten ·
Zambia ·
Zimbabwe ·
Zuid-Soedan ·
Zweden
Frankrijk (2010) ·
Mexico (2010) ·
Paraguay (2002) · 
Slovenië (2002) · 
Spanje (2002) · 
Uruguay (2010)